# Estación de Quereño
Quereño es una estación ferroviaria situada en la parroquia de Quereño del municipio español de Rubiana en la provincia de Orense, comunidad autónoma de Galicia. Dispone de servicios de Media Distancia operados por Renfe.

## Situación ferroviaria
La estación se encuentra en el punto kilométrico 282,684 de la línea férrea de ancho ibérico que une León y La Coruña a 376 metros de altitud,  entre las estaciones de Pumares y Covas. El tramo es de vía única y electrificado.

## Historia
La estación fue abierta al tráfico el 4 de septiembre de 1883 con la puesta en marcha del tramo Oural-Toral de los Vados de la línea que pretendía unir Palencia con La Coruña. Las obras corrieron a cargo de la Compañía de los Ferrocarriles de Asturias, Galicia y León o AGL, creada para continuar con los proyectos iniciados por la Compañía del Ferrocarril del Noroeste de España y gestionar sus líneas. En 1885, la mala situación financiera de AGL tuvo como consecuencia su absorción por parte de Norte. En septiembre de ese mismo año, se abrió un lazareto en la estación debido a la epidemia de cólera que asolaba España, dado que era la primera parada existente en Galicia y el ferrocarril era un medio muy utilizado por los segadores gallegos que iban a Castilla en verano. En 1941, la nacionalización del ferrocarril en España supuso la desaparición de Norte y su integración en la recién creada RENFE.
Desde el 31 de diciembre de 2004 Renfe Operadora explota la línea mientras que Adif es la titular de las instalaciones ferroviarias.

## La estación
Dispone de un edificio para viajeros de planta rectangular y tres plantas con disposición lateral a las vías. Tiene tres vías y dos andenes, uno lateral y otro central. Ninguno de ellos está cubierto. Los cambios de andén se realizan a nivel.

## Servicios ferroviarios

### Media Distancia
Los servicios de Media Distancia de Renfe que tienen parada en la estación cubren el trayecto entre Ponferrada y Vigo.
| Línea MD | Servicio        | Origen/Destino | Paradas intermedias | Destino/Origen |
| -------- | --------------- | -------------- | --- | -------------- |
| 6        | Regional Exprés | Vigo-Guixar    | Redondela · Porriño · Guillarey · Caldelas · Salvatierra · Las Nieves · Sela · Arbo · Pousa-Creciente · Frieira · Filgueira · Ribadavia · Orense · Barra de Miño · Peares · San Pedro del Sil · San Esteban del Sil · Areas · Canabal · Monforte de Lemos · Puebla de Brollón · San Clodio-Quiroga · Montefurado · La Rúa-Petín · Villamartín de Valdeorras · El Barco de Valdeorras · Sobradelo · Quereño · Covas · Toral de los Vados · Villadepalos | Ponferrada     |
| 6        | Regional Exprés | Ponferrada     | Villadepalos · Toral de los Vados · Covas · Quereño · Sobradelo · El Barco de Valdeorras · Villamartín de Valdeorras · La Rúa-Petín · Montefurado · San Clodio-Quiroga · Monforte de Lemos · Canabal · Areas · San Esteban del Sil · San Pedro del Sil · Peares · Barra de Miño | Orense         |